# Schönheitsfleck

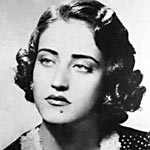
Asmahan, ein Star der arabischen Musik, mit Schönheitsfleck

Als Schönheitsfleck wird ein echtes Muttermal bezeichnet, das einer meist weiblichen Person ein charakteristisches Aussehen verleiht.

## Platzierung am Körper
Ein Schönheitsfleck ist an besonders exponierter Stelle des Körpers zu finden, üblicherweise im Gesicht, hier idealtypisch auf der Wange, aber auch am Kinn. Daneben kann er auf dem Dekolleté, der Schulter, neben dem Bauchnabel oder an den Armen zu finden sein.

## Bekannte Frauen mit Schönheitsfleck

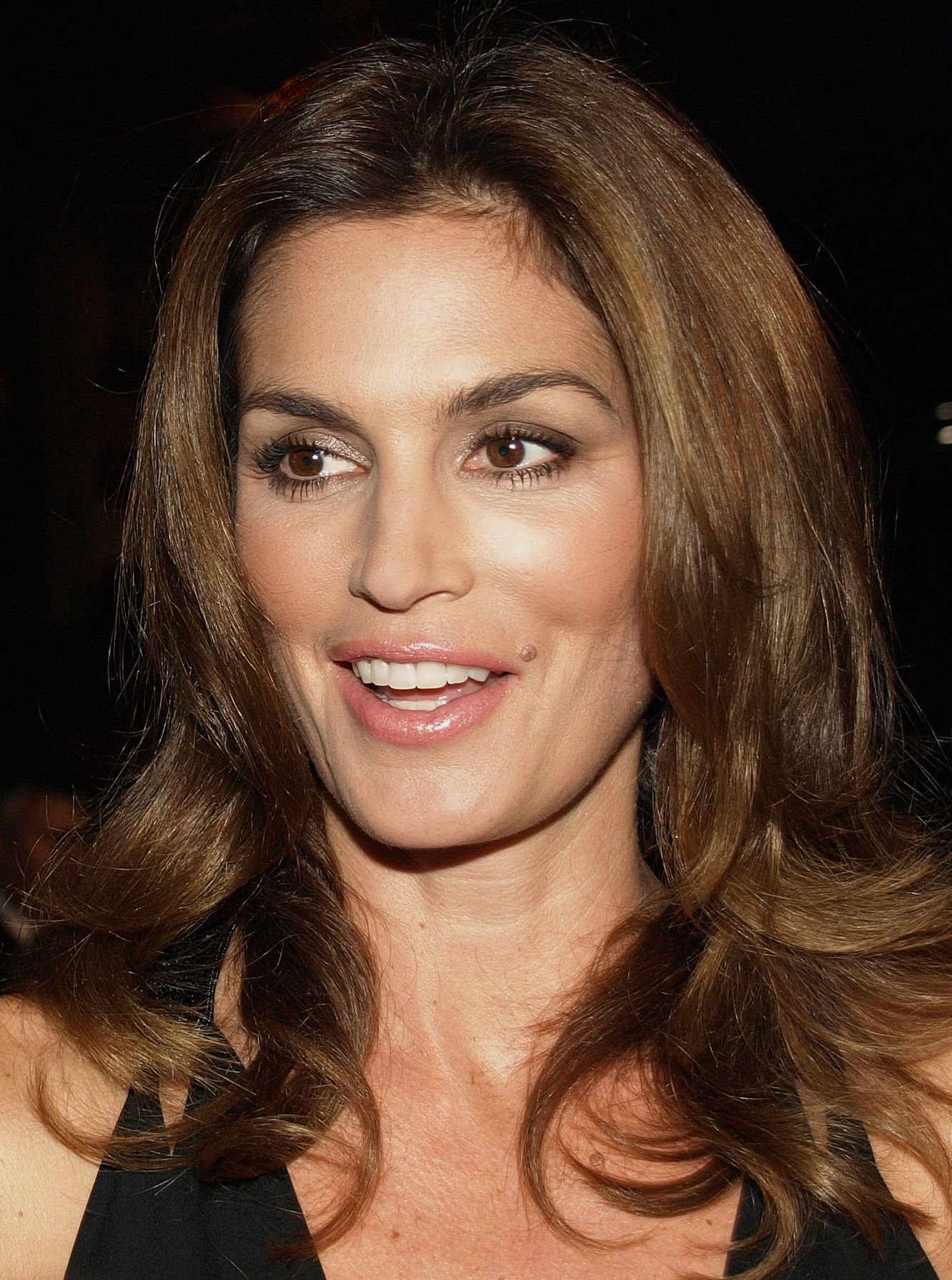
Cindy Crawford mit Schönheitsfleck

Die Muttermale von einigen Schauspielerinnen und Models gelten als Schönheitsflecken. Beispiele hierfür sind Schauspielerinnen und Sängerinnen wie Marilyn Monroe, Cindy Crawford, Madonna, Janet Jackson, Jessica Alba und die Französin Brigitte Bardot sowie die Moderatorin Andrea Kaiser.

## Künstliche „Schönheitsflecken“
Eine moderne Form des (künstlichen) Schönheitsflecks (Mouche) ist das Madonna-Piercing. Nicht zu verwechseln ist der Schönheitsfleck mit dem Tilaka, einem aufgemalten hinduistischen Segenszeichen.